# Silverton, Texas
Silverton är en ort i den amerikanska delstaten Texas med en yta av 2,6 km² och en folkmängd som uppgår till 731 invånare (2010). Silverton är administrativ huvudort i Briscoe County.